# Charlotte FitzRoy (comtesse de Yarmouth)
Pour l’article homonyme, voir Charlotte FitzRoy.
Charlotte Jemima Henrietta Maria FitzRoy, comtesse de Yarmouth (c. 1650 – 28 juillet 1684) est une fille naturelle de Charles II d'Angleterre.

## Biographie
Sa mère, Elizabeth Killigrew Boyle, est la femme de Francis Boyle (le vicomte de Shannon en Irlande) et une demoiselle d'honneur de la mère de Charles II, Henriette Marie de France.
Charlotte épouse James Howard, avec qui elle a une fille, Stuarta. En 1672, elle épouse William Paston, deuxième comte de Yarmouth.
Charlotte FitzRoy est décédée le 28 juillet 1684 à Londres et est enterrée à l'Abbaye de Westminster le 4 août 1684.

## Famille
Avec son premier mari, James Howard (d. 1669), Lady Charlotte a une fille:
- Stuarta Werburge Howard décédée célibataire en 1706. Elle est dame d'honneur de la Reine Mary II. Elle a failli se marier à Hans Willem Bentinck (1er comte de Portland), mais le projet est abandonné.

Charlotte FitzRoy a au moins quatre enfants de son deuxième mari, William Paston (2e comte de Yarmouth):
- Charles Paston (29 mai 1673 – 15 décembre 1718), de Oxnead Hall, Norfolk. Il épouse Elizabeth Pitt et a une fille, Elizabeth Paston.
- Charlotte Paston (1675-1736). Elle épouse Thomas Herne de Haveringland Hall, Norfolk et a un fils, Paston Herne.
- Rebecca Paston (14 janvier 1680/1681–1726). Elle épouse John Holland, 2e baronnet.
- William Paston (1682-1711), capitaine de la marine royale, décédé célibataire